# 建中殿
建中殿，位于越南顺化市紫禁城中轴线最北端，为欧式宫殿，结合越南和西洋的装饰风格。始建于1923年，是阮朝最后两代皇帝启定帝和保大帝在顺化紫禁城的居所。1947年被越盟捣毁。2023年在原址复原重建，现对外开放。

## 历史
1921年，启定帝下令在紫禁城内修建一座欧式宫殿，1923年完工，赐名建中殿，为启定帝的起居场所。原址是明命帝下令修建的明遠樓及维新帝修建的游九楼。建中殿使用现代技术和材料建造而成，如水泥、钢铁、玻璃等，装有电灯、自来水、洒水器、避雷针、铁门。
1925年，启定帝在殿内驾崩。
保大帝即位后，和南芳皇后一同在殿内起居办公，一反帝后分居之传统。1932年，大殿完成翻修，安装现代浴室等设施，更为现代化。1936年1月4日，太子阮福保隆在殿内出生。
1945年3月9日，日军发动三九政变，解散法属印度支那政权，保大帝在建中殿宣布独立，建越南帝国。1945年8月25日，因越盟发动八月革命，保大帝在建中殿宣读退位诏书，离开顺化皇城，逃往中国。南芳皇后则带子女迁居安定宫。
1947年，第一次印度支那战争期间，越盟执行焦土政策，将建中殿炸毁，仅余地基。

### 重建
2013年，顺化故都遗迹保存中心（Trung tâm Bảo tồn di tích cố đô Huế）启动建中殿复原重建项目，并展开相关历史研究。2019年2月16日开工，2023年末完工，工程耗资约1,230億盾。2024年春节起正式对公众开放。

## 建筑
建中殿为东西折衷主义建筑，结合了欧洲的義大利文藝復興风格、法国新古典主义风格和越南阮朝皇家建筑风格。面阔66米，立面有大量越式剪瓷雕装饰，殿顶建有东亚式的屋脊。殿前公园为装饰风艺术造园风格。

## 图册

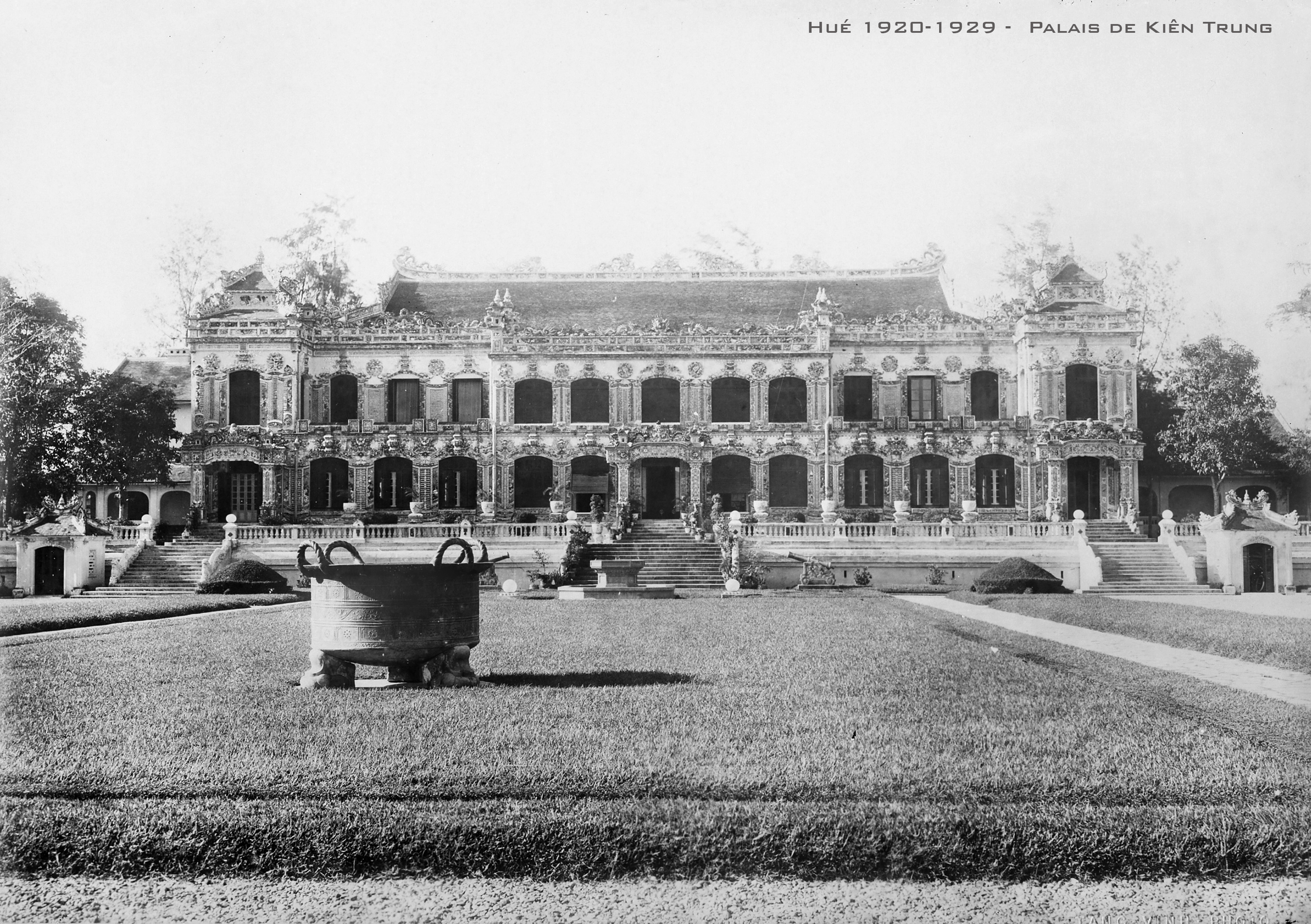
建中殿，摄于20世纪20年代
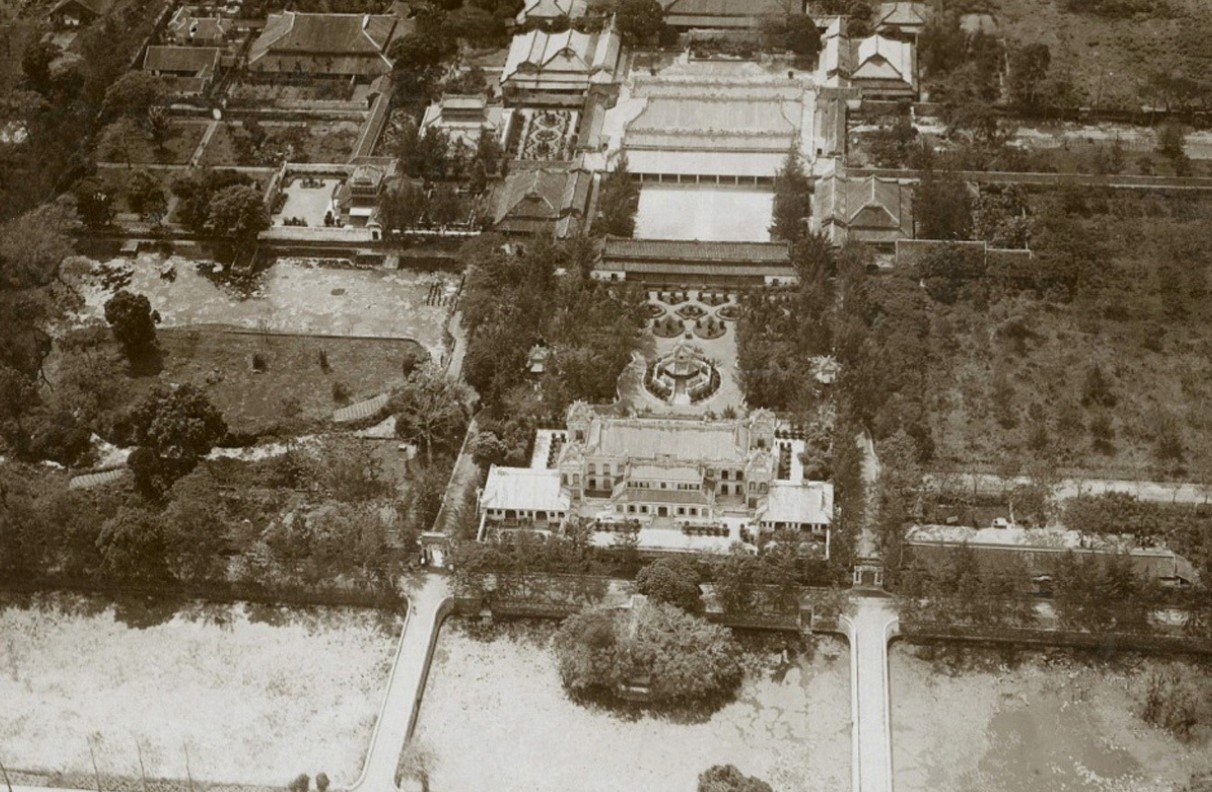
航拍
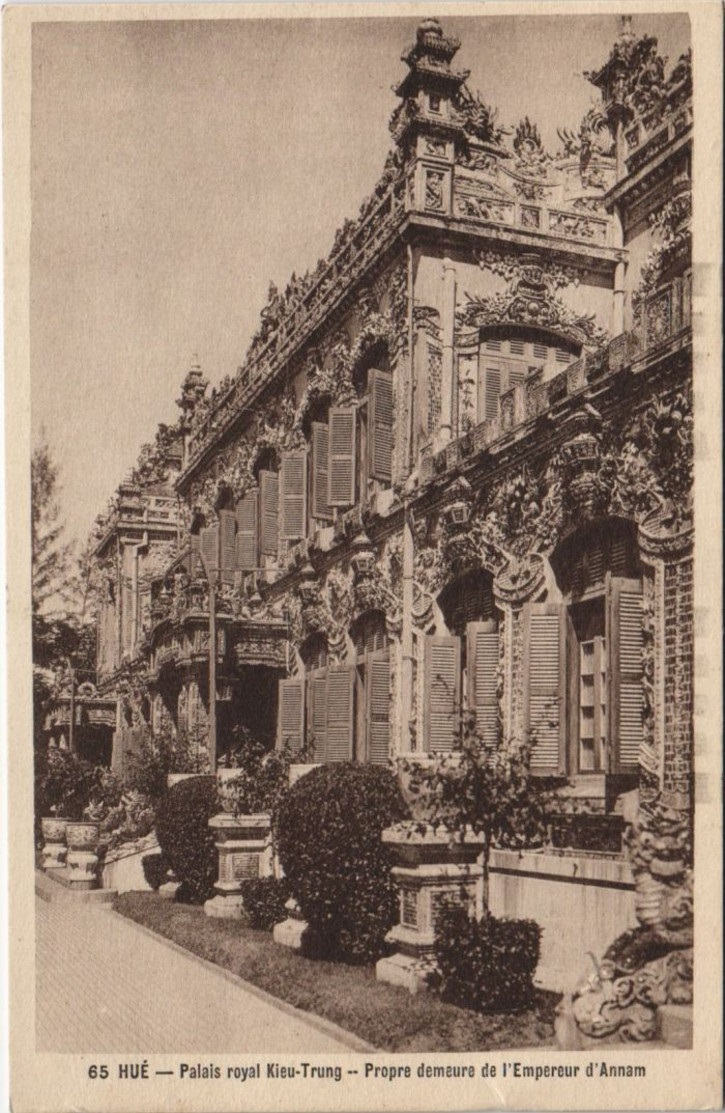
近景
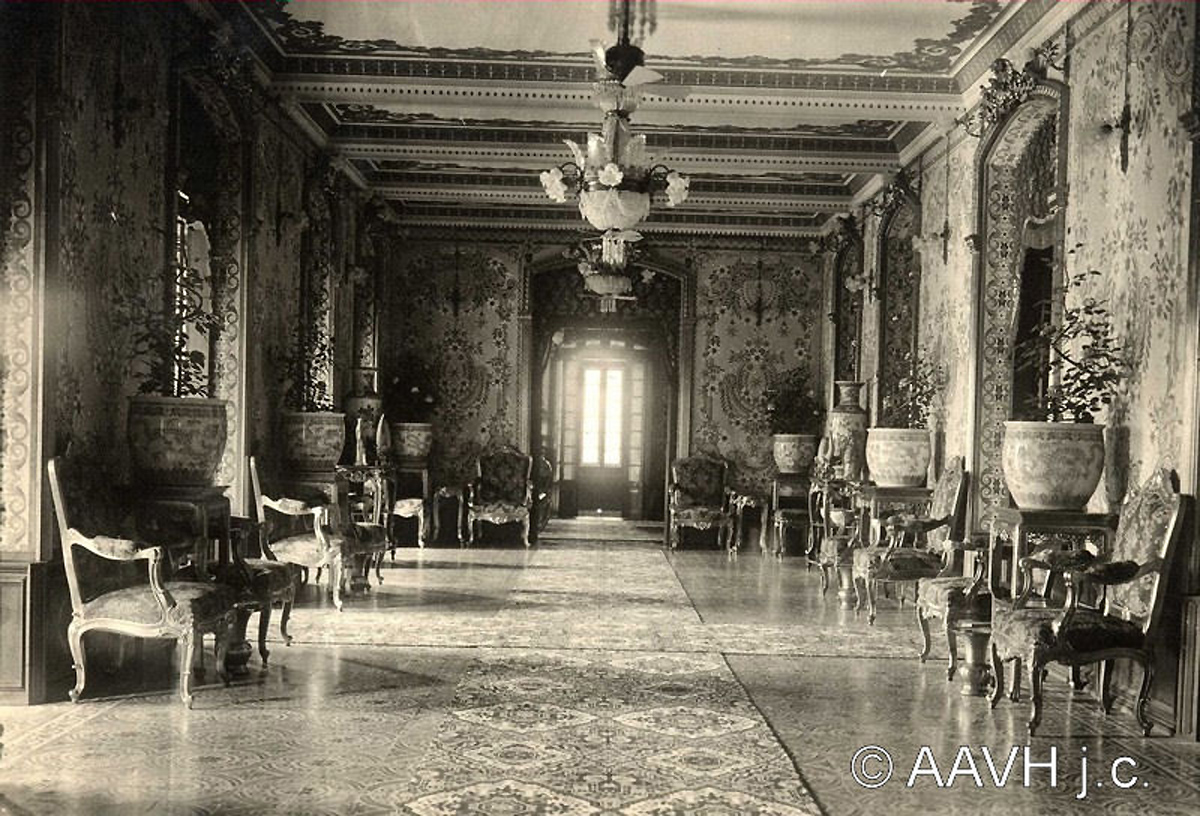
殿内，摄于1928年
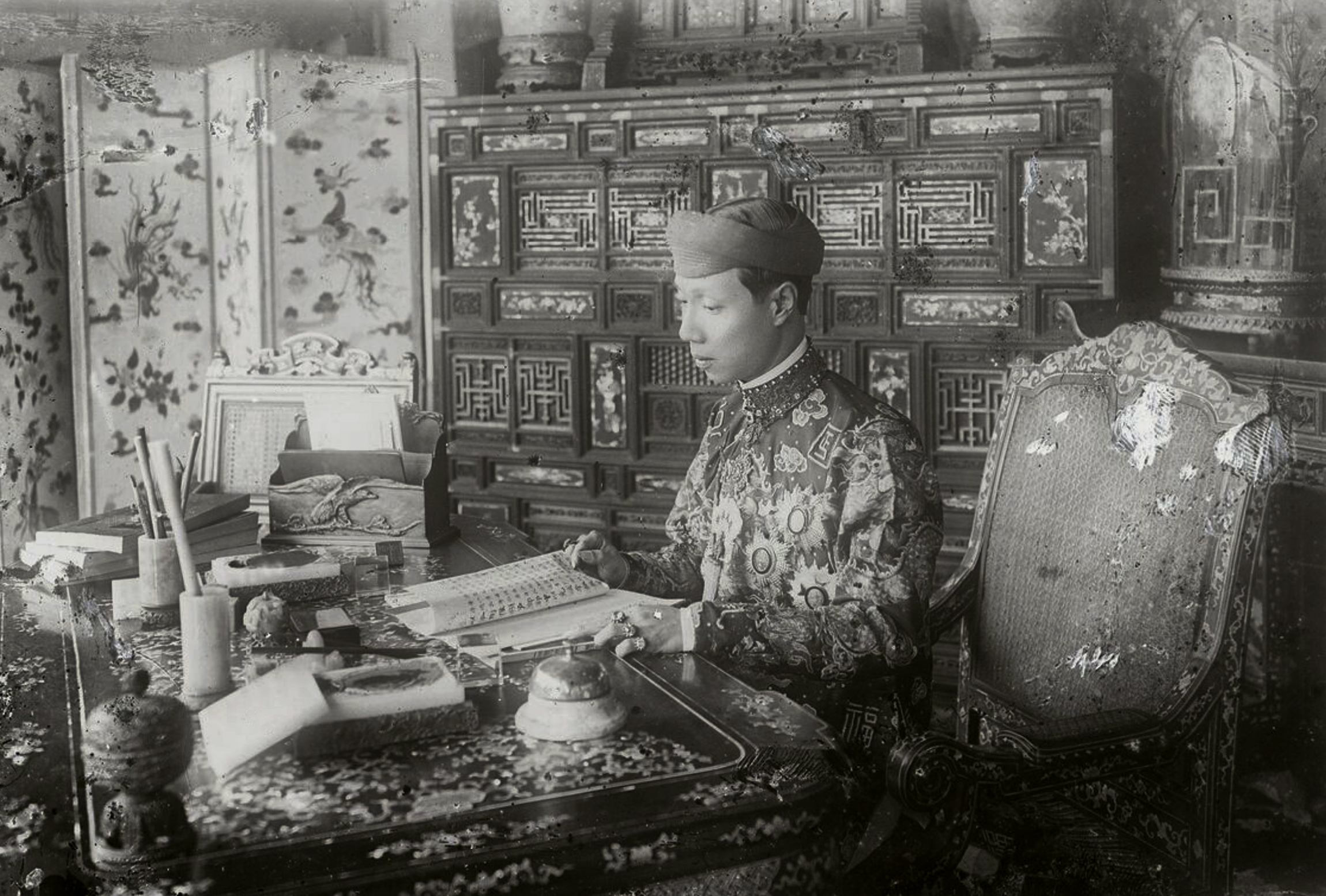
启定帝在殿内学习，摄于1916年
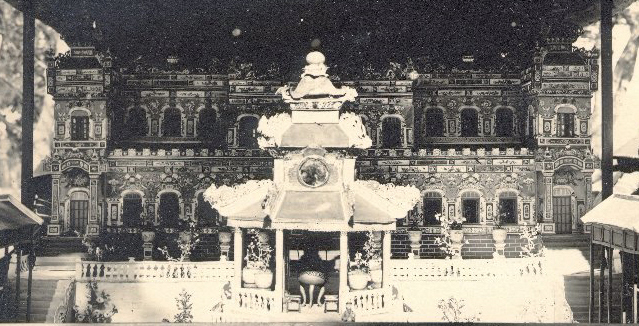
1925年启定帝驾崩，葬礼上焚烧的建中殿纸扎
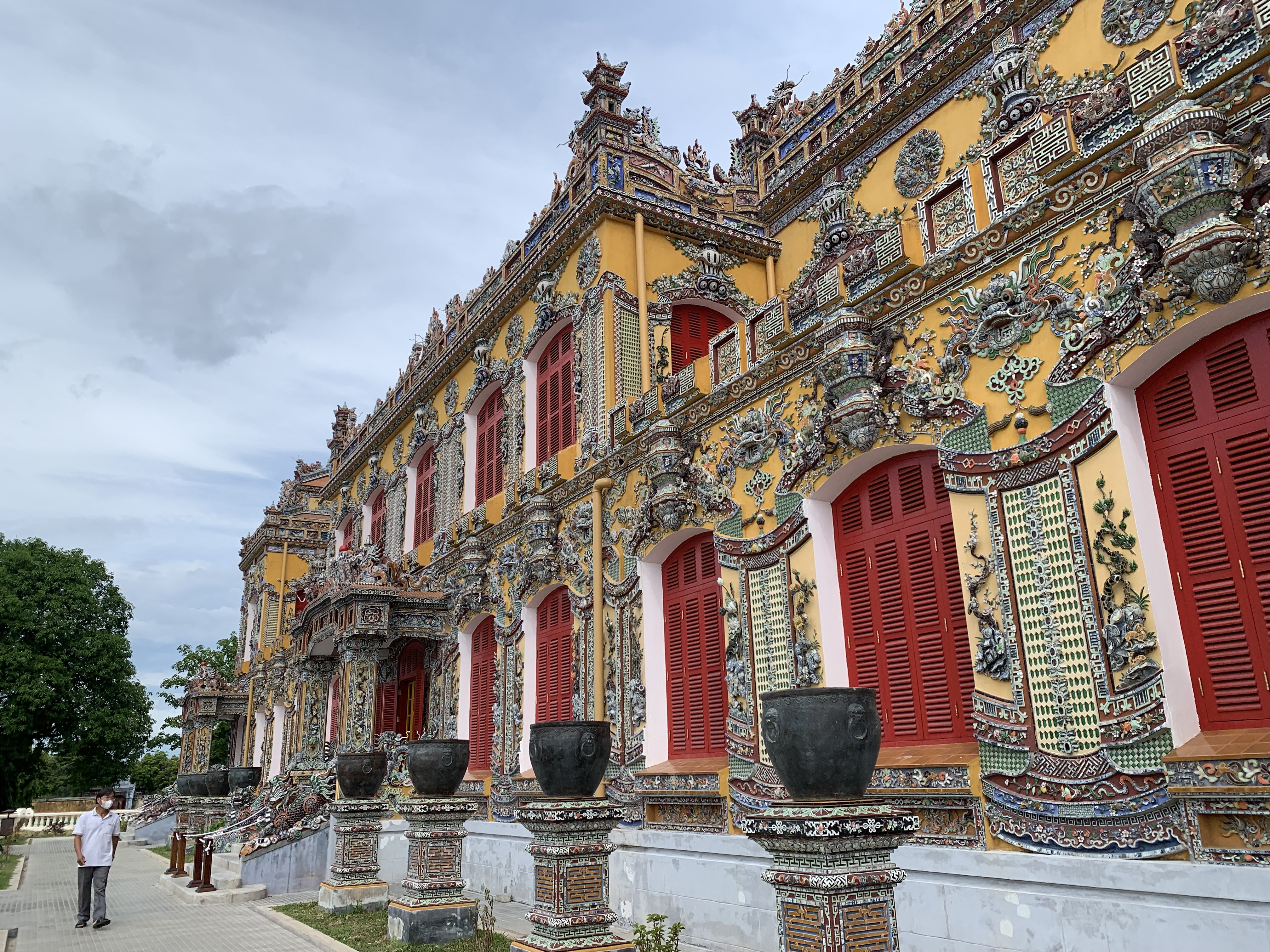
重建的建中殿
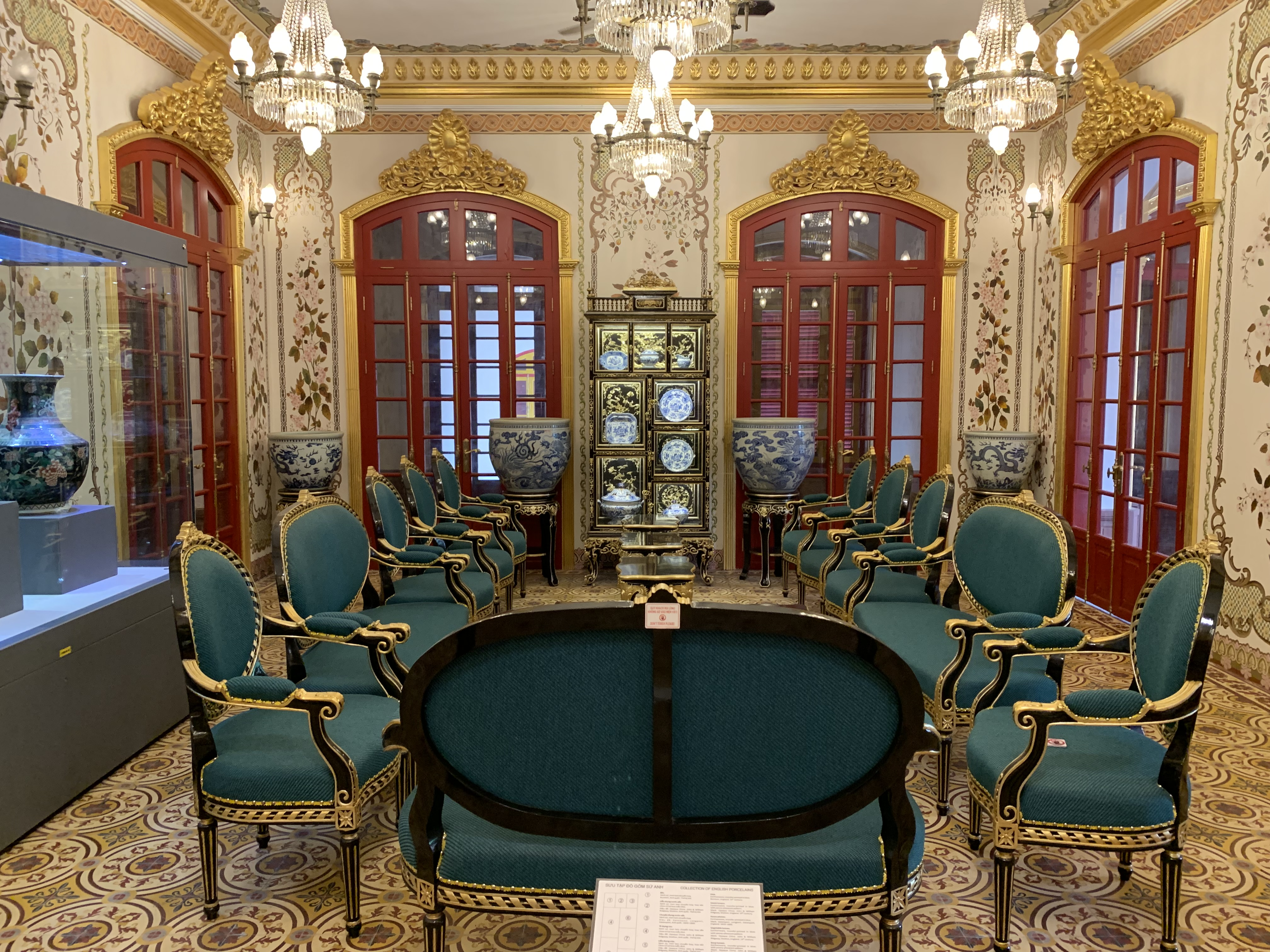
重建的建中殿内部
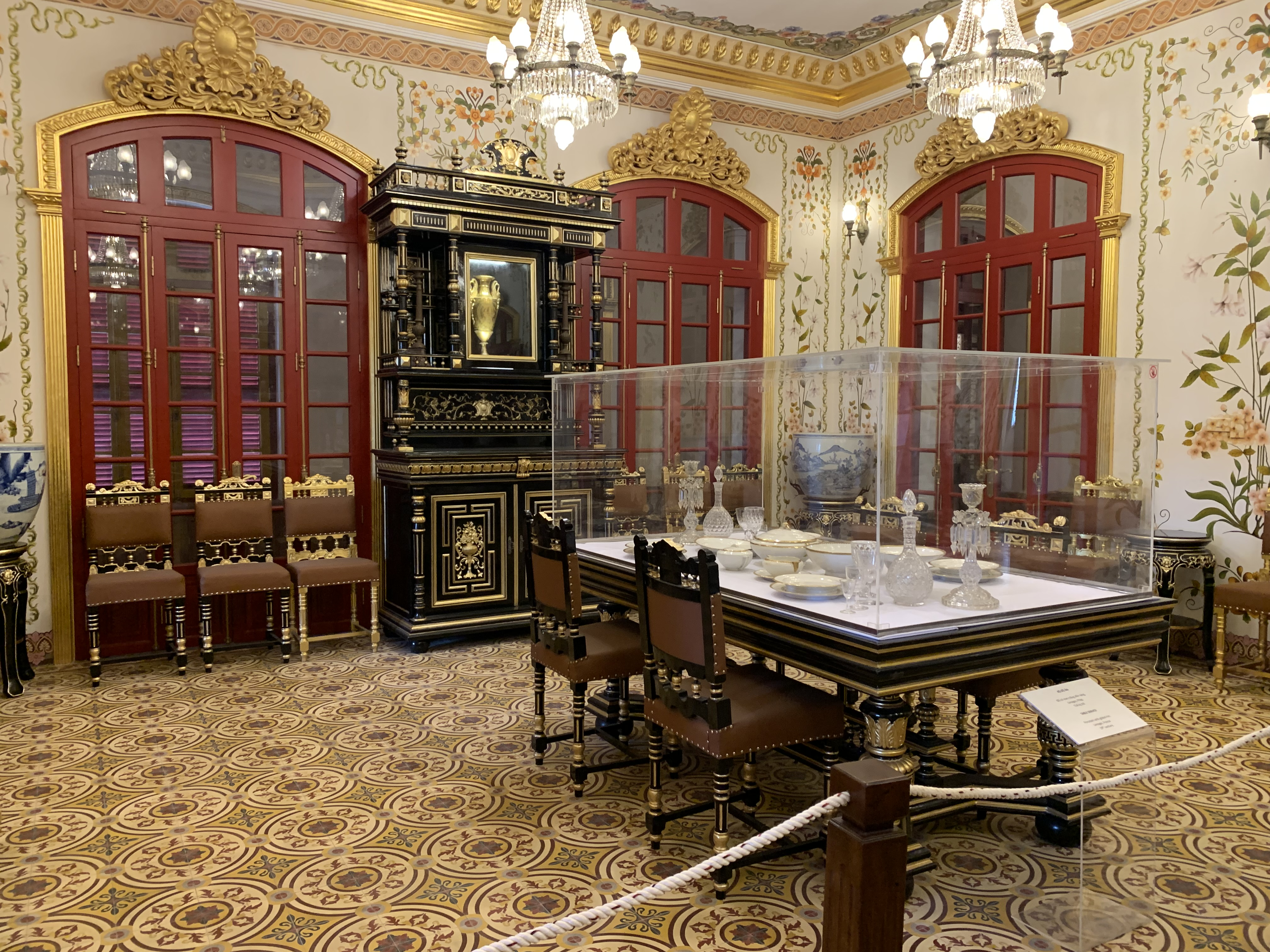
重建的建中殿内部